# Joan Hess
Joan Hess (Fayetteville, 6 gennaio 1949 – Austin, 23 novembre 2017) è stata una scrittrice statunitense di narrativa gialla.

## Biografia
Nata Joan Edmiston il 6 gennaio 1949 a Fayetteville da Jack D. Edminston e Helen Edmiston, ha conseguito un B.A. in arte nel 1971 all'Università dell'Arkansas e un M.A. in insegnamento nel 1974 alla Long Island University di New York.
Nel corso della sua trentennale carriera ha scritto più di quaranta romanzi gialli e ha fatto parte dell'organizzazione Sisters in Crime oltre a presiedere l'American Crime Writers League. Nel 2014 ha vinto il Premio Agatha alla carriera.
Hess è morta il 23 novembre 2017 nella sua abitazione a Austin.

## Vita privata
Nel 1973 ha sposato Jeremy Hess dal quale ha avuto due figli, Rebecca and Joshua Hadley. Nel 1986 ha divorziato dal marito.

## Opere
Serie di Claire Malloy
1. Strangled Prose
2. The Murder at the Mimosa Inn
3. Dear Miss Demeanor
4. A Really Cute Corpse
5. A Diet to Die For
6. Roll Over and Play Dead
7. Death by the Light of the Moon
8. Poisoned Pins
9. Tickled to Death
10. Closely Akin to Murder
11. Busy Bodies
12. A Holly, Jolly Murder
13. A Conventional Corpse
14. Out on a Limb
15. The Goodbye Body
16. Damsels in Distress
17. Mummy Dearest
18. Deader Homes and Gardens
19. Murder as a Second Language
20. Pride v. Prejudice

Serie di Maggody
1. Malice in Maggody
2. Mischief in Maggody
3. Much Ado in Maggody
4. Madness in Maggody
5. Mortal Remains in Maggody
6. Maggody a Manhattan (Maggody in Manhattan, 1992), Milano, Il Giallo Mondadori N. 2398, 1994
7. O Little Town of Maggody
8. Martians in Maggody
9. Miracles in Maggody
10. The Maggody Militia
11. Misery Loves Maggody
12. Murder@maggody.com
13. Maggody and the Moonbeams
14. Muletrain to Maggody
15. Malpractice in Maggody
16. The Merry Wives of Maggody

Serie di Theo Bloomer
1. The Night-Blooming Cereus (1986)
2. The Deadly Ackee (1988)

Altri romanzi
- Future Tense (1987)
- Concerto di violini (Red Rover, Red Rover, 1987), Milano, Mondadori, 1988

## Premi e riconoscimenti
- Premio Macavity per il miglior racconto: 1991 per Too Much to Bare
- Premio Agatha per il miglior racconto breve: 1991 per Too Much to Bare
- Premio Agatha alla carriera: 2014